# 葛籠沢村
葛籠沢村（つづらさわむら）は山梨県西八代郡にあった村。現在の市川三郷町葛籠沢にあたる。

## 歴史
- 1889年（明治22年）7月1日 - 町村制の施行により、近世以来の葛籠沢村が単独で自治体を形成。
- 1951年（昭和26年）4月1日 - 岩間村・楠甫村・宮原村・鴨狩津向村・落居村と合併して六郷村が発足。同日葛籠沢村廃止。
- 1954年（昭和29年）4月1日 - 六郷村が町制施行して六郷町となる。
- 2005年（平成17年）10月1日 - 六郷町が市川大門町・三珠町と合併して市川三郷町が発足。